# Альбрехт I (граф Тироля)
Альбрехт I (II) (нем. Adalbert I.; умер между 1110 и 1125 годами) — родоначальник Тирольской династии, граф в областях Нориталь, Иннталь и Виппталь в Южном Тироле, качестве вассала баварских герцогов, фогт епархии Трента. Из его владений возникло Тирольское графство, поэтому он в современных источниках часто называется графом Тироля, хотя первыми с этим титулом названы его сыновья.

## Биография
Достоверно его происхождение не установлено, однако существует гипотеза, что он был сыном Альбрехта I, графа в Ойрасбурге в Баварии и в областях Нориталь, Виппталь и Иннталь, владения которого располагались в данном регионе. Кроме того, в пользу этого предположения свидетельствует одинаковое имя, а также тот факт, что Альбрехт несколько раз упоминается в источниках вместе с графом Ойрасбурга Оттоном, сыном Альбрехта Ойрасбургского.
Альбрехт был сторонником императора Генриха IV во время борьбы за инвеституру. Его сюзерен, герцог Баварии, был противником Генриха, и после его поражения император наделил Тирольское графство широкой автономией.
При Альбрехте началось строительство нового замка Тироль, которое было окончено при его младшем сыне Бертольде I.
Умер между 1110 и 1125 годами.

## Брак и дети
Жена: Адельгейда; её происхождение в источниках не указано, но существует основанная на ономастических данных версия, что она была дочерью графа Арнольда фон Диссена. Дети:
- Альбрехт II (ок. 1101 — 24 января ок. 1165), граф Тироля[2].
- Бертольд I (ум. 1 марта ок. 1180), граф Тироля с ок. 1165[2].